# Meninting
Meninting is een bestuurslaag in het regentschap West-Lombok van de provincie West-Nusa Tenggara, Indonesië. Meninting telt 5721 inwoners (volkstelling 2010).